# Виконт Фолкленд
Виконт Фолкленд (англ. Viscount Falkland) — аристократический титул в системе пэрства Шотландии.

## История

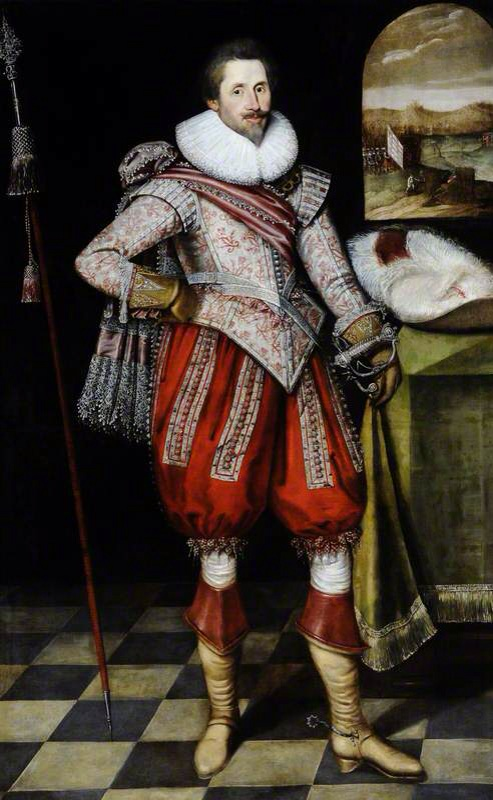
Генри Кэри, 1-й виконт Фолкленд

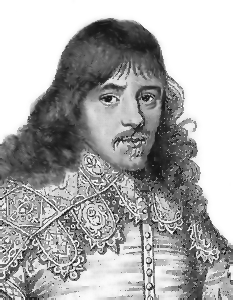
Луциус Кэри, 2-й виконт Фолкленд

Титул виконта Фолкленда был создан 10 ноября 1620 года для сэра Генри Кэри (ок. 1575 — 1633), который на самом дел был англичанином из знатного рода и не имел никакого отношения к Шотландии. Вместе с виконтством он получил титул лорда Кэри (пэрство Шотландии). Он был членом Палаты общин от Хертфордшира (1601—1622) и заместителем наместника Ирландии (1622—1629). Его сын и преемник, Луциус Кэри, 2-й виконт Фолкленд (1610—1643), был видным государственным деятелем. Он был членом Палаты общин от Ньюпорта на острове Уайт (1640—1642) и лорда-хранителя Малой печати (1643). Младший сын последнего, Генри Кэри, 4-й виконт Фолкленд (1634—1663), сменивший своего старшего брата, был членом Палаты общин Англии от Арундела (1660) и Оксфорда (1660—1661), а также служил лордом-лейтенантом графства Оксфордшир (1660—1663). Его сын, Энтони Кэри, 5-й виконт Фолкленд (1656—1694), представлял несколько округов в Палате общин Англии и занимал должность Первого лорда Адмиралтейства (1693—1694). В его честь были названы Фолклендские острова в южной Атлантике.
В 1694 году после смерти Энтони Кэри, 5-го виконта Фолкленда, виконтство унаследовал его родственник, Луциус Генри Кэри, 6-й виконт Фолкленд (1687—1730). Он был внуком достопочтенного Патрика Кэри (ок. 1623 — 1657), пятого сына 1-го виконта Фолкленда. Приверженец римско-католической веры и сторонник изгнанного королевской семьи Стюартов. 13 декабря 1722 года Джеймс Фрэнсис Эдуард Стюарт (якобиты считали его «Королём Джеймсом III») пожаловал Люциусу Генри Кэри, 6-му виконту Фолкленду, звание якобитского пэра. Его потомок, Люциус Бентинк Кэри, 10-й виконт Фолкленд (1803—1884), был колониальным администратором и либеральным политиком. В 1832 году для него был титул барона Хансдона из Scutterskelfe в графстве Йоркшир (пэрство Соединённого королевства). Этот титул давал ему автоматическое место в Палате лордов Великобритании. В 1884 году после смерти 10-го виконта Фолкленда титул барона Хансдона прервался, а титул виконта Фолкленда унаследовал его младший брат, Плантагенет Пирпойнт Кэри, 11-й виконт Фолкленд (1806—1886). Он имел чин адмирала британского военно-морского флота.
Его племянник, Байрон Плантагенет Кэри, 12-й виконт Фолкленд (1845—1922), заседал в Палате лордов Великобритании в качестве шотландского пэра-представителя (1894—1922). Ему наследовал его сын, Луциус Плантагенет Кэри, 13-й виконт Фолкленд (1880—1961), также заседал в Палате лордов в качестве шотландского пэра-представителя с 1922 по 1931 год.
По состоянию на 2025 год, обладателем виконтства являлся его внук, Луциус Эдвард Уильям Плантагенет Кэри, 15-й виконт Фолкленд (род. 1935), который наследовал своему отцу в 1984 году. Он является одним из девяноста избранных наследственных пэров, сохранивших свои места в Палате лордов после принятия акта о пэрах 1999 года. Он является независимым депутатом.
Статуя виконта Фолкленда стоит в Сент-Стивенс Холле в Вестминстерском дворце, где проходят заседания британского парламента. 27 апреля 1909 года суфражистка Марджори Хьюм приковала себя к статуе виконта Фолкленда, крича: «Дела, а не слова».

## Виконты Фолкленд (1620)
- 1620—1633: Генри Кэри, 1-й виконт Фолкленд (ок. 1575 — сентябрь 1633), сын сэра Эдварда Кэри (ок. 1540—1618)
- 1633—1643: Луциус Кэри, 2-й виконт Фолкленд (ок. 1610 — 20 сентября 1643), старший сын предыдущего
- 1643—1649: Луциус Кэри, 3-й виконт Фолкленд (5 июля 1632 — 27 сентября 1649), старший сын предыдущего
- 1649—1663: Генри Кэри, 4-й виконт Фолкленд (21 ноября 1634 — 2 апреля 1663), младший брат предыдущего
- 1663—1694: Энтони Кэри, 5-й виконт Фолкленд (15 февраля 1656 — 24 мая 1694), единственный сын предыдущего
- 1694—1730: Луциус Генри Кэри, 6-й виконт Фолкленд (27 августа 1687 — 31 декабря 1730), единственный сын Эдварда Кэри (1656—1692), внук достопочтенного Патрика Кэри (ок. 1623—1657/1658), правнук 1-го виконта Фолкленда
- 1730—1785: Луциус Чарльз Кэри, 7-й виконт Фолкленд (ок. 1707 — 27 февраля 1785), старший сын предыдущего от первого брака
- 1785—1796: Генри Томас Кэри, 8-й виконт Фолкленд (27 февраля 1766 — 28 мая 1796), старший сын Луциуса Фердинанда Кэри, мастера Фолкленда (ум. 1780), внук предыдущего
- 1796—1809: Чарльз Джон Кэри, 9-й виконт Фолкленд (ноябрь 1768 — 2 марта 1809), младший брат предыдущего
- 1809—1884: Луциус Бентинк Кэри, 10-й виконт Фолкленд (5 ноября 1803 — 12 марта 1884), старший сын предыдущего
- 1884—1886: Адмирал Плантагенет Пирпойнт Кэри, 11-й виконт Фолкленд (8 сентября 1806 — 1 февраля 1886), младший брат предыдущего
- 1886—1922: Байрон Плантагенет Кэри, 12-й виконт Фолкленд (3 апреля 1845 — 10 января 1922), старший сын капитана достопочтенного Байрона Чарльза Фердинанда Плантагенета Кэри (1808—1874), младшего сына 9-го виконта Фолкленда
- 1922—1961: Луциус Плантагенет Кэри, 13-й виконт Фолкленд (23 сентября 1880 — 24 июля 1961), старший сын предыдущего
- 1961—1984: Луциус Генри Чарльз Плантагенет Кэри, 14-й виконт Фолкленд (25 января 1905 — 16 марта 1984), старший сын предыдущего
- 1984 — настоящее время: Луциус Эдвард Уильям Плантагенет Кэри, 15-й виконт Фолкленд (род. 8 марта 1935), единственный сын предыдущего от второго брака
  - Наследник: Достопочтенный Луциус Александр Плантагенет Кэри, мастер Фолкленд (род. 1 февраля 1963), единственный сын предыдущего от первого брака.

## Комментарии
1. ↑  Братом его деда сэра Джона Кэри[1] был Уильям Кэри[2], придворный Генриха VIII и 1-й муж Марии Болейн. Бабкой братьев со стороны матери была леди Элеонор Бофорт[3].